# João Caupers
João Pedro Barrosa Caupers GCC • ComIH (Lisboa, 21 de abril de 1951) é um jurista e professor português. Foi Presidente do Tribunal Constitucional e Conselheiro de Estado de 2021 a 2023, tendo sido Juiz do mesmo Tribunal de 2014 até 2023. É professor catedrático da Universidade Nova de Lisboa.
De 2016 a 2021 foi juízes, Vice-Presidente do Tribunal Constitucional. Em 9 de fevereiro de 2021, foi eleito, pelos demais juízes, presidente do Tribunal Constitucional. Tomou posse no dia 12 de fevereiro de 2021 perante o plenário de juízes conselheiros do Tribunal Constitucional. Embora o mandato seja de 4 anos e meio, apenas permaneceu no cargo até 25 de Abril de 2023 por ter cessado funções como Juiz do Tribunal Constitucional.

## Carreira
É Licenciado (1973), Mestre (1986) e Doutorado (1994) em Direito pela Faculdade de Direito da Universidade de Lisboa.
É atualmente professor catedrático da Faculdade de Direito da Universidade Nova de Lisboa , onde, enquanto professor, foi autor de declarações numa página online da mesma universidade onde se afixam digitalmente textos de opinião de acesso público considerados homofóbicos por alguns partidos políticos portugueses, como o PAN e o BE.
A 30 de janeiro de 2006, foi agraciado com o grau de Comendador da Ordem do Infante D. Henrique.

## Tribunal Constitucional
Em 27 de fevereiro de 2014, foi cooptado juiz conselheiro do Tribunal Constitucional pelos dez juízes eleitos pela Assembleia da República.
Em 6 de março de 2014, no Palácio de Belém, foi-lhe conferida pelo Presidente da República Aníbal Cavaco Silva a posse como juiz conselheiro do Tribunal Constitucional para um mandato de 9 anos.
Em 22 de julho de 2016, foi eleito, pelos demais juízes, Vice-Presidente do Tribunal Constitucional. Tomou posse do cargo, em 27 de julho de 2016, perante o plenário de juízes, no Palácio Ratton, para um mandato de 4 anos e meio.
Em 9 de fevereiro de 2021, foi eleito presidente do Tribunal Constitucional, substituindo Manuel da Costa Andrade no cargo.. Tomou posse a 12 de fevereiro de 2021.
Aquando da cessação de funções no Tribunal Constitucional, a 25 de Abril de 2023, foi agraciado com o grau de Grã-Cruz da Ordem Militar de Cristo pelo Presidente Marcelo Rebelo de Sousa.

## Condecorações
- Comendador da Ordem do Infante D. Henrique (30 de Janeiro de 2006)
- Grã-Cruz da Ordem Militar de Cristo (25 de Abril de 2023)